# Vrouw met haan en Oude man met hen
Vrouw met haan en Oude man met hen zijn twee pendant-schilderijen door de Noord-Nederlandse schilder Johannes Baeck in het Centraal Museum in Utrecht.

## Voorstelling
Ze stellen voor, links, een jonge vrouw met een haan op haar schoot, en rechts een oude man die een hen vasthoudt. Beide figuren kijken de toeschouwer aan. De jonge vrouw heeft een brede glimlach op haar gezicht terwijl de oude man eerder lijkt te grijnzen. In zijn rechterhand ligt demonstratief een kippeei.
Het thema van deze schilderijen is het ongelijke paar. De oude man is een variatie op het motief van de hennentaster. In de kunst van 16e en 17e eeuw – met name de prentkunst – is een hennentaster een man, die een hen aan de achterkant bevoelt of deze nog in staat is eieren te leggen. Het verzorgen van pluimvee werd destijds gezien als vrouwenwerk. De hennetaster kan daarom twee betekenissen hebben: een pantoffeldheld die onder de plak zit van zijn bazige vrouw en thuis moet blijven of een man die uit is op een buitenechtelijk avontuur. De hennentaster als pantoffelheld komt onder meer voor in twee gravures van monogrammist HSD, die elkaars tegenhanger vormen. De man waarschuwt dat men niet te dicht bij zijn ‘hinneken’ moet komen, terwijl de vrouw droog antwoordt: ‘Noch vintmen daeghelijcx sulcken gasten, die de hinnekens nae haer eyeren tasten’.
| Hennentaster                                                                                 |  | Vrouw |
| Monogrammist HSD. Een hennentaster en een vrouw. Ca. 1570. Gravure. Parijs, Musée du Louvre. |  |       |

In de 17e eeuw wordt de hennentaster meestal oud afgebeeld. Dit is niet alleen spottend bedoeld, maar ook afwijzend. Seksualiteit werd destijds alleen voor de voortplanting erkend. Oude mensen werden dan ook niet geacht zich met seksualiteit bezit te houden. Van Hendrick Bloemaert – een stadsgenoot van Johannes Baeck – is een hennentaster bekend, die door zijn broer Cornelis Bloemaert in prent is gebracht. Deze prent heeft als bijschrift: ‘Siet hoe den ouden voelt het hoen. Een droge Queen wil ook wat doen’, waarbij ‘Queen’ of kween gebruikt is als scheldwoord voor een oude, onvruchtbare vrouw. Het is echter niet duidelijk of dit scheldwoord betrekking heeft op de hen of op de oude, onvruchtbare vrouw van de man, die niettemin een seksueel voorstel doet aan haar man.
De vruchtbaarheid van de hen kan daarbij een diepere betekenis hebben. Eieren stonden in de 16e en 17e eeuw symbool voor de mannelijke potentie. Het eten hiervan zou de viriliteit verhogen of in stand houden. Een onvruchtbare hen legt geen eieren en kan dus symbool staan voor de impotentie van de man. Op het schilderij van Johannes Baeck laat de man echter zien dat zijn hen nog wel degelijk in staat is eieren te leggen, met andere woorden hij is nog steeds tot de daad in staat. Ook betast hij de hen niet aan de achterkant, maar houdt hij haar met zijn linkerhand stevig vast. De jonge vrouw is hier echter niet van onder de indruk en schijnt hartelijk te lachen om wat zij ziet.

## Toeschrijving en datering
Beide schilderijen zijn gesigneerd ‘J.Baeck’. Alleen het linker schilderij is gedateerd ‘1654’.

## Herkomst
Beide werken worden voor het eerst gesignaleerd op de verkoping van George Crowle Uppleby uit Barrow upon Humber, die plaats vond op 16 april 1934 bij veilinghuis Christie, Manson & Woods in Londen. De vermoedelijke koper was kunsthandelaar Cord Heinrich Schwagermann in Schiedam. Deze verkocht in 1935 de Vrouw met haan aan het Centraal Museum in Utrecht. De Oude man met hen bleef tot 1994 in privébezit, toen het door Centraal Museum werd aangekocht van een zekere J.G. Peters uit Nijmegen.